# Знаки почтовой оплаты СССР (1935)
Зна́ки почто́вой опла́ты СССР (1935) — перечень (каталог) знаков почтовой оплаты (почтовых марок), введённых в обращение дирекцией по изданию и экспедированию знаков почтовой оплаты Народного комиссариата связи СССР в 1935 году.
С января по декабрь 1935 года было выпущено 48 памятных (коммеморативных) почтовых марок. Тематика коммеморативных марок охватывала знаменательные даты, была посвящена памяти выдающихся партийных деятелей, спасению челюскинцев, всемирной спартакиаде, III международному конгрессу в Ленинграде, посвящённому древнеиранскому искусству, а также теме строительства первой очереди Московского метрополитена.

## Список коммеморативных (памятных) марок
Порядок следования элементов в таблице соответствует номеру по каталогу марок СССР (ЦФА), в скобках приведены номера по каталогу «Михель».
| № по каталогу                        | Изображение | Описание и источники | Номинал                     | Дата выпуска          | Тираж     | Художник         |
| ------------------------------------ | ----------- | --- | --------------------------- | --------------------- | --------- | ---------------- |
| (ЦФА [АО «Марка»] № 481) (Mi #494)   |             | Антивоенная серия «К 20-летию начала Первой мировой»: - Бомбардировка мирного города. | 0,05 руб.                   | 20 января 1935 года   | 200 000   | Иосиф Ганф       |
| (ЦФА [АО «Марка»] № 482) (Mi #495)   |             | Антивоенная серия «К 20-летию начала Первой мировой»: - Беженцы — жертвы войны. | 0,10 руб.                   | 20 января 1935 года   | 60 000    | Иосиф Ганф       |
| (ЦФА [АО «Марка»] № 483) (Mi #496)   |             | Антивоенная серия «К 20-летию начала Первой мировой»: - Инвалиды войны. | 0,15 руб.                   | 20 января 1935 года   | 50 000    | Иосиф Ганф       |
| (ЦФА [АО «Марка»] № 484) (Mi #497)   |             | Антивоенная серия «К 20-летию начала Первой мировой»: - Меч — плуг войны. | 0,20 руб.                   | 20 января 1935 года   | 100 000   | Иосиф Ганф       |
| (ЦФА [АО «Марка»] № 485) (Mi #498)   |             | Антивоенная серия «К 20-летию начала Первой мировой»: - Братание солдат на фронте. | 0,35 руб.                   | 20 января 1935 года   | 50 000    | Иосиф Ганф       |
| (ЦФА [АО «Марка»] № 486) (Mi #499)   |             | Авиапочта. Серия «Спасение челюскинцев»: - Капитан парохода «Челюскин» В. И. Воронин. | 0,01 руб.                   | 25 января 1935 года   | 200 000   | Василий Завьялов |
| (ЦФА [АО «Марка»] № 487) (Mi #500)   |             | Авиапочта. Серия «Спасение челюскинцев»: - Руководитель экспедиции О. Ю. Шмидт. | 0,03 руб.                   | 25 января 1935 года   | 200 000   | Василий Завьялов |
| (ЦФА [АО «Марка»] № 488) (Mi #501)   |             | Авиапочта. Серия «Спасение челюскинцев»: - Лётчик А. В. Ляпидевский. | 0,05 руб.                   | 25 января 1935 года   | 200 000   | Василий Завьялов |
| (ЦФА [АО «Марка»] № 489) (Mi #502)   |             | Авиапочта. Серия «Спасение челюскинцев»: - Лётчик С. А. Леваневский. | 0,10 руб.                   | 25 января 1935 года   | 200 000   | Василий Завьялов |
| (ЦФА [АО «Марка»] № 490) (Mi #503)   |             | Авиапочта. Серия «Спасение челюскинцев»: - Лётчик М. Т. Слепнёв. | 0,15 руб.                   | 25 января 1935 года   | 150 000   | Василий Завьялов |
| (ЦФА [АО «Марка»] № 491) (Mi #504)   |             | Авиапочта. Серия «Спасение челюскинцев»: - Лётчик И. В. Доронин. | 0,20 руб.                   | 25 января 1935 года   | 200 000   | Василий Завьялов |
| (ЦФА [АО «Марка»] № 492) (Mi #505)   |             | Авиапочта. Серия «Спасение челюскинцев»: - Лётчик М. В. Водопьянов. | 0,25 руб.                   | 25 января 1935 года   | 50 000    | Василий Завьялов |
| (ЦФА [АО «Марка»] № 493) (Mi #506)   |             | Авиапочта. Серия «Спасение челюскинцев»: - Лётчик В. С. Молоков. | 0,30 руб.                   | 25 января 1935 года   | 50 000    | Василий Завьялов |
| (ЦФА [АО «Марка»] № 494) (Mi #507)   |             | Авиапочта. Серия «Спасение челюскинцев»: - Лётчик Н. П. Каманин. | 0,40 руб.                   | 25 января 1935 года   | 100 000   | Василий Завьялов |
| (ЦФА [АО «Марка»] № 495) (Mi #508)   |             | Авиапочта. Серия «Спасение челюскинцев»: - Покинутый лагерь. | 0,50 руб.                   | 25 января 1935 года   | 100 000   | Василий Завьялов |
| (ЦФА [АО «Марка»] № 496) (Mi #509)   |             | Серия «Строительство первой очереди Московского метрополитена»: - Прокладка тоннеля метро.                                                                                               | 0,05 руб.                   | февраль 1935 года     | 150 000   | Илья Соколов     |
| (ЦФА [АО «Марка»] № 497) (Mi #510)   |             | Серия «Строительство первой очереди Московского метрополитена»: - Станция метро в разрезе.                                                                                               | 0,10 руб.                   | февраль 1935 года     | 120 000   | Илья Соколов     |
| (ЦФА [АО «Марка»] № 498) (Mi #511)   |             | Серия «Строительство первой очереди Московского метрополитена»: - Поезд метро в тоннеле.                                                                                                 | 0,15 руб.                   | февраль 1935 года     | 50 000    | Илья Соколов     |
| (ЦФА [АО «Марка»] № 499) (Mi #512)   |             | Серия «Строительство первой очереди Московского метрополитена»: - Станция метро «Библиотека имени Ленина».                                                                               | 0,20 руб.                   | февраль 1935 года     | 100 000   | Илья Соколов     |
| (ЦФА [АО «Марка»] № 500) (Mi #513)   |             | Серия «Спорт в СССР. Всемирная Спартакиада»: - Бег. | 0,01 руб.                   | июнь 1935 года        | 200 000   | Василий Завьялов |
| (ЦФА [АО «Марка»] № 501) (Mi #514)   |             | Серия «Спорт в СССР. Всемирная Спартакиада»: - Прыжки в воду. | 0,02 руб.                   | июнь 1935 года        | 200 000   | Василий Завьялов |
| (ЦФА [АО «Марка»] № 502) (Mi #515)   |             | Серия «Спорт в СССР. Всемирная Спартакиада»: - Гребля на байдарках. | 0,03 руб.                   | июнь 1935 года        | 200 000   | Василий Завьялов |
| (ЦФА [АО «Марка»] № 503) (Mi #516)   |             | Серия «Спорт в СССР. Всемирная Спартакиада»: - Футбол. | 0,04 руб.                   | июнь 1935 года        | 200 000   | Василий Завьялов |
| (ЦФА [АО «Марка»] № 504) (Mi #517)   |             | Серия «Спорт в СССР. Всемирная Спартакиада»: - Лыжный спорт. | 0,05 руб.                   | июнь 1935 года        | 200 000   | Василий Завьялов |
| (ЦФА [АО «Марка»] № 505) (Mi #518)   |             | Серия «Спорт в СССР. Всемирная Спартакиада»: - Велосипедный спорт. | 0,10 руб.                   | июнь 1935 года        | 75 000    | Василий Завьялов |
| (ЦФА [АО «Марка»] № 506) (Mi #519)   |             | Серия «Спорт в СССР. Всемирная Спартакиада»: - Теннис. | 0,15 руб.                   | июнь 1935 года        | 60 000    | Василий Завьялов |
| (ЦФА [АО «Марка»] № 507) (Mi #520)   |             | Серия «Спорт в СССР. Всемирная Спартакиада»: - Конькобежный спорт. | 0,20 руб.                   | июнь 1935 года        | 100 000   | Василий Завьялов |
| (ЦФА [АО «Марка»] № 508) (Mi #521)   |             | Серия «Спорт в СССР. Всемирная Спартакиада»: - Барьерный бег. | 0,35 руб.                   | июнь 1935 года        | 60 000    | Василий Завьялов |
| (ЦФА [АО «Марка»] № 509) (Mi #522)   |             | Серия «Спорт в СССР. Всемирная Спартакиада»: - Парад физкультурников. | 0,40 руб.                   | июнь 1935 года        | 100 000   | Василий Завьялов |
| (ЦФА [АО «Марка»] № 510) (Mi #523)   |             | Серия «40-летие со дня смерти Фридриха Энгельса»: - Портрет Ф. Энгельса, карминовая. | 0,05 руб.                   | июль 1935 года        | 200 000   | Василий Завьялов |
| (ЦФА [АО «Марка»] № 511) (Mi #524)   |             | Серия «40-летие со дня смерти Фридриха Энгельса»: - Портрет Ф. Энгельса, зелёная. | 0,10 руб.                   | июль 1935 года        | 75 000    | Василий Завьялов |
| (ЦФА [АО «Марка»] № 512) (Mi #525)   |             | Серия «40-летие со дня смерти Фридриха Энгельса»: - Портрет Ф. Энгельса, синяя. | 0,15 руб.                   | июль 1935 года        | 60 000    | Василий Завьялов |
| (ЦФА [АО «Марка»] № 513) (Mi #526)   |             | Серия «40-летие со дня смерти Фридриха Энгельса»: - Портрет Ф. Энгельса, коричнево-чёрная.                                                                                               | 0,20 руб.                   | июль 1935 года        | 200 000   | Василий Завьялов |
| (ЦФА [АО «Марка»] № 514) (Mi #527)   |             | Авиапочта. Серия «Спасение челюскинцев»: - Лётчик С. А. Леваневский с красной типографской надпечаткой текста: «Перелет Москва — Сан-Франциско через Сев. полюс 1935» и нового номинала. | надпечатка 1 руб. + 10 коп. | 3 августа 1935 года   | 200 000   | Василий Завьялов |
| (ЦФА [АО «Марка»] № 515) (Mi #528)   |             | Серия «III Международный конгресс по иранскому искусству и археологии, Ленинград»: - Чаша с изображением охоты сасанидского царя, оранжевая.                                             | 0,05 руб.                   | 10 сентября 1935 года | 200 000   | Василий Завьялов |
| (ЦФА [АО «Марка»] № 516) (Mi #529)   |             | Серия «III Международный конгресс по иранскому искусству и археологии, Ленинград»: - Чаша с изображением охоты сасанидского царя, зелёная.                                               | 0,10 руб.                   | 10 сентября 1935 года | 70 000    | Василий Завьялов |
| (ЦФА [АО «Марка»] № 517) (Mi #530)   |             | Серия «III Международный конгресс по иранскому искусству и археологии, Ленинград»: - Чаша с изображением охоты сасанидского царя, лиловая.                                               | 0,15 руб.                   | 10 сентября 1935 года | 70 000    | Василий Завьялов |
| (ЦФА [АО «Марка»] № 518) (Mi #531)   |             | Серия «III Международный конгресс по иранскому искусству и археологии, Ленинград»: - Чаша с изображением охоты сасанидского царя, коричневая.                                            | 0,35 руб.                   | 10 сентября 1935 года | 60 000    | Василий Завьялов |
| (ЦФА [АО «Марка»] № 519) (Mi #532)   |             | Серия «60-летие со дня рождения М. И. Калинина»: - М. И. Калинин у токарного станка. | 0,03 руб.                   | 20 ноября 1935 года   | 1 000 000 | Василий Завьялов |
| (ЦФА [АО «Марка»] № 520) (Mi #533)   |             | Серия «60-летие со дня рождения М. И. Калинина»: - М. И. Калинин на сенокосе. | 0,05 руб.                   | 20 ноября 1935 года   | 750 000   | Василий Завьялов |
| (ЦФА [АО «Марка»] № 521) (Mi #534)   |             | Серия «60-летие со дня рождения М. И. Калинина»: - М. И. Калинин на трибуне. | 0,10 руб.                   | 20 ноября 1935 года   | 500 000   | Василий Завьялов |
| (ЦФА [АО «Марка»] № 522) (Mi #535)   |             | Серия «60-летие со дня рождения М. И. Калинина»: - Портрет М. И. Калинина, тёмно-коричневая.                                                                                             | 0,20 руб.                   | 20 ноября 1935 года   | 1 000 000 | Василий Завьялов |
| (ЦФА [АО «Марка»] № 523) (Mi #536C)  |             | Серия «25-летие со дня смерти писателя Л. Н. Толстого»: - Портрет Л. Н. Толстого. | 0,03 руб.                   | 4 декабря 1935 года   | 650 000   | Василий Завьялов |
| (ЦФА [АО «Марка»] № 524) (Mi #537C)  |             | Серия «25-летие со дня смерти писателя Л. Н. Толстого»: - Портрет Л. Н. Толстого. | 0,10 руб.                   | 4 декабря 1935 года   | 500 000   | Василий Завьялов |
| (ЦФА [АО «Марка»] № 525) (Mi #538C)  |             | Серия «25-летие со дня смерти писателя Л. Н. Толстого»: - Памятник Л. Н. Толстому. | 0,20 руб.                   | 4 декабря 1935 года   | 500 000   | Василий Завьялов |
| (ЦФА [АО «Марка»] № 523А) (Mi #536A) |             | Серия «25-летие со дня смерти писателя Л. Н. Толстого»: - Портрет Л. Н. Толстого. | 0,03 руб.                   | 4 декабря 1935 года   | 650 000   | Василий Завьялов |
| (ЦФА [АО «Марка»] № 524А) (Mi #537A) |             | Серия «25-летие со дня смерти писателя Л. Н. Толстого»: - Портрет Л. Н. Толстого. | 0,10 руб.                   | 4 декабря 1935 года   | 500 000   | Василий Завьялов |
| (ЦФА [АО «Марка»] № 525А) (Mi #538A) |             | Серия «25-летие со дня смерти писателя Л. Н. Толстого»: - Памятник Л. Н. Толстому. | 0,20 руб.                   | 4 декабря 1935 года   | 500 000   | Василий Завьялов |
| (ЦФА [АО «Марка»] № 526) (Mi #539A)  |             | Серия «Памяти деятелей Коммунистической партии»: - М. В. Фрунзе. | 0,02 руб.                   | 30 ноября 1935 года   | 1 000 000 | Василий Завьялов |
| (ЦФА [АО «Марка»] № 527) (Mi #540A)  |             | Серия «Памяти деятелей Коммунистической партии»: - Н. Э. Бауман. | 0,04 руб.                   | 30 ноября 1935 года   | 1 000 000 | Василий Завьялов |
| (ЦФА [АО «Марка»] № 528) (Mi #541A)  |             | Серия «Памяти деятелей Коммунистической партии»: - С. М. Киров. | 0,40 руб.                   | 30 ноября 1935 года   | 1 000 000 | Василий Завьялов |
| (ЦФА [АО «Марка»] № 526А) (Mi #539C) |             | Серия «Памяти деятелей Коммунистической партии»: - М. В. Фрунзе. | 0,02 руб.                   | декабрь 1935 года     | 1 000 000 | Василий Завьялов |
| (ЦФА [АО «Марка»] № 527А) (Mi #540C) |             | Серия «Памяти деятелей Коммунистической партии»: - Н. Э. Бауман. | 0,04 руб.                   | декабрь 1935 года     | 1 000 000 | Василий Завьялов |
| (ЦФА [АО «Марка»] № 528А) (Mi #541C) |             | Серия «Памяти деятелей Коммунистической партии»: - С. М. Киров. | 0,40 руб.                   | декабрь 1935 года     | 1 000 000 | Василий Завьялов |
| (ЦФА [АО «Марка»] № 526Б) (Mi #539B) |             | Серия «Памяти деятелей Коммунистической партии»: - М. В. Фрунзе. | 0,02 руб.                   | 30 ноября 1935 года   | 1 000 000 | Василий Завьялов |
| (ЦФА [АО «Марка»] № 527Б) (Mi #540B) |             | Серия «Памяти деятелей Коммунистической партии»: - Н. Э. Бауман. | 0,04 руб.                   | 30 ноября 1935 года   | 1 000 000 | Василий Завьялов |
| (ЦФА [АО «Марка»] № 528Б) (Mi #541B) |             | Серия «Памяти деятелей Коммунистической партии»: - С. М. Киров. | 0,40 руб.                   | 30 ноября 1935 года   | 1 000 000 | Василий Завьялов |

## Комментарии
1. ↑  Коммеморативные марки — обобщённое название специальных художественных (памятных, юбилейных и других) почтовых марок. Для упрощения терминологии в случаях, когда требуется лишь подчеркнуть, что данная марка не является общеупотребляемой (то есть стандартной), под термином «коммеморативная марка» подразумевают, кроме перечисленных выше, также тематические (рисунки которых, посвящены определённой теме коллекционирования) марки. Также все упомянутые марки, объединённые термином «коммеморативная», имеют общую черту: как правило, такие марки изготовляются на высоком полиграфическом уровне[5].
2. ↑  Ниже приведён перечень памятных художественных марок (с возможностью сортировки по номиналу, тиражу и дате введения в обращение).
3. ↑  Антивоенная серия «К 20-летию начала Первой мировой»: бомбардировка мирного города, чёрная. Фототипия на бумаге с водяным знаком «ковёр», перфорирована: линейная зубцовка 14 (на каждые 2 сантиметра края марки приходится 14 зубцов). В марочных листах 75 (15×5) марок[2][7][8].
4. ↑  Антивоенная серия «К 20-летию начала Первой мировой»: беженцы — жертвы войны, синяя. Фототипия на бумаге с водяным знаком «ковёр», перфорирована: линейная зубцовка 14 (на каждые 2 сантиметра края марки приходится 14 зубцов). В марочных листах 75 (15×5) марок[2][7][8].
5. ↑  Антивоенная серия «К 20-летию начала Первой мировой»: инвалиды войны, зелёная. Фототипия на бумаге с водяным знаком «ковёр», перфорирована: линейная зубцовка 14 (на каждые 2 сантиметра края марки приходится 14 зубцов). В марочных листах 75 (15×5) марок[2][7][8].
6. ↑  Антивоенная серия «К 20-летию начала Первой мировой»: Меч — плуг войны, коричневая. Фототипия на бумаге с водяным знаком «ковёр», перфорирована: линейная зубцовка 14 (на каждые 2 сантиметра края марки приходится 14 зубцов). В марочных листах 75 (15×5) марок[2][7][8].
7. ↑  Антивоенная серия «К 20-летию начала Первой мировой»: братание солдат на фронте, красная. Фототипия на бумаге с водяным знаком «ковёр», перфорирована: линейная зубцовка 14 (на каждые 2 сантиметра края марки приходится 14 зубцов). В марочных листах 75 (15×5) марок[2][7][8].
8. ↑  Авиапочта. Серия «Спасение челюскинцев»: капитан парохода «Челюскин» В. И. Воронин, оранжевая. Фототипия на бумаге с водяным знаком «ковёр», перфорирована: линейная зубцовка 14 (на каждые 2 сантиметра края марки приходится 14 зубцов). В марочных листах 65 (5×13) марок[2][9][10].
9. ↑  Авиапочта. Серия «Спасение челюскинцев»: руководитель экспедиции О. Ю. Шмидт, карминовая. Фототипия на бумаге с водяным знаком «ковёр», перфорирована: линейная зубцовка 14 (на каждые 2 сантиметра края марки приходится 14 зубцов). В марочных листах 65 (5×13) марок[2][9][10].
10. ↑  Авиапочта. Серия «Спасение челюскинцев»: лётчик А. В. Ляпидевский, зелёная. Анатолий Ляпидевский первым обнаружил лагерь челюскинцев 5 марта 1934 года на самолёте АНТ-4 (бортовой № 1) совершил один рейс и вывез 12 человек. Фототипия на бумаге с водяным знаком «ковёр», перфорирована: линейная зубцовка 14 (на каждые 2 сантиметра края марки приходится 14 зубцов). В марочных листах 65 (13×5) марок[2][9][10].
11. ↑  Авиапочта. Серия «Спасение челюскинцев»: лётчик С. А. Леваневский, тёмно-коричневая. Сигизмунд Леваневский на самолёте «Флитстер» (17АF Fleetster, бортовой USSR-SL — СССР-Сигизмунд Леваневский) в лагерь Шмидта не долетел, потерпел аварию у мыса Онман, в 30 км от посёлка Ванкарем. Фототипия на бумаге с водяным знаком «ковёр», перфорирована: линейная зубцовка 14 (на каждые 2 сантиметра края марки приходится 14 зубцов). В марочных листах 65 (13×5) марок[2][9][10].
12. ↑  Авиапочта. Серия «Спасение челюскинцев»: лётчик М. Т. Слепнёв, серая. Маврикий Слепнёв в феврале 1934 года вместе с Г. А. Ушаковым и С. А. Леваневским был направлен в США с целью закупки самолётов для спасения челюскинцев. За один рейс вывез со льдины 5 человек. Позже (12 апреля 1934 года) по решению правительственной комиссии внеплановым рейсом эвакуировал тяжело больного руководителя экспедиции О. Ю. Шмидта на лечение в США (Аляска, город Ном). Фототипия на бумаге с водяным знаком «ковёр», перфорирована: линейная зубцовка 14 (на каждые 2 сантиметра края марки приходится 14 зубцов). В марочных листах 65 (13×5) марок[2][9][10].
13. ↑  Авиапочта. Серия «Спасение челюскинцев»: лётчик И. В. Доронин, лиловая. Иван Доронин на самолёте ПС-4 («четвёрка» присваивалась после сборки из сломанных машин ПС-3/Юнкерс W33 (нем. Junkers W 33) в Иркутских ремонтных мастерских «Добролёта»)/Юнкерс W33 (бортовой № Л-735) совершил один рейс и вывез 2 человека. Фототипия на бумаге с водяным знаком «ковёр», перфорирована: линейная зубцовка 14 (на каждые 2 сантиметра края марки приходится 14 зубцов). В марочных листах 65 (13×5) марок[2][9][10].
14. ↑  Авиапочта. Серия «Спасение челюскинцев»: лётчик М. В. Водопьянов, чёрно-синяя. Михаил Водопьянов в 1934 году добровольно, получив разрешение правительственной комиссии, добился отправки для участия в спасении челюскинцев. Вместе с В. Галышевым и И. Дорониным совершил перелёт из Хабаровска в Ванкарем на самолёте Р-5, без штурмана, без радиста, через горы и хребты по неимоверно тяжёлой трассе, протяжённостью около 6500 км. Из Анадыря трижды летал к терпящим бедствие и вывез 10 человек. Фототипия на бумаге с водяным знаком «ковёр», перфорирована: линейная зубцовка 14 (на каждые 2 сантиметра края марки приходится 14 зубцов). В марочных листах 65 (13×5) марок[2][9][10].
15. ↑  Авиапочта. Серия «Спасение челюскинцев»: лётчик В. С. Молоков, тёмно-зелёная. Василий Молоков («дядя Вася», как ласково называли его потерпевшие крушение челюскинцы) совершил 8 рейсов и эвакуировал со льдины больше всех — 39 человек. На своём двухместном самолёте Р-5 он умудрялся вывозить по 6 человек, приспособив для пассажиров подвешенные под плоскостями парашютные ящики. Внеплановым рейсом (11 апреля 1934 года) по решению правительственной комиссии эвакуировал тяжело заболевшего в последние дни пребывания на льдине руководителя экспедиции О. Ю. Шмидта со льдины в посёлок Ванкарем. Фототипия на бумаге с водяным знаком «ковёр», перфорирована: линейная зубцовка 14 (на каждые 2 сантиметра края марки приходится 14 зубцов). В марочных листах 65 (13×5) марок[2][9][10].
16. ↑  Авиапочта. Серия «Спасение челюскинцев»: лётчик Н. П. Каманин, фиолетовая. Группа самолётов под командованием Николая Каманина в сложных метеоусловиях совершила перелёт Олюторка — Ванкарем протяжённостью около 1500 км. По воспоминаниям Пивенштейна: «Перед последним, уже небольшим этапом перелёта Каманин при посадке подломил шасси своего самолёта. Используя права командира, он приказал Пивенштейну остаться и чинить его машину, а сам полетел дальше на самолёте Пивенштейна. Вряд ли когда-нибудь в жизни я получал более тяжёлое приказание»[11][12]. В девяти полётах на льдину на двухместном самолете Пивенштейна Р-5 Каманин из 104-х потерпевших крушение и дрейфовавших два месяца в ледовом лагере на льдине в условиях полярной зимы[13] вывез 34 полярника, приспособив для размещения пассажиров подвешенные под крыльями парашютные ящики. Фототипия на бумаге с водяным знаком «ковёр», перфорирована: линейная зубцовка 14 (на каждые 2 сантиметра края марки приходится 14 зубцов). В марочных листах 65 (13×5) марок[2][9][10].
17. ↑  Авиапочта. Серия «Спасение челюскинцев»: покинутый лагерь, ультрамариновая. Были спасены все 104 человека, которые провели два месяца на льдине в условиях полярной зимы[13]. Фототипия на бумаге с водяным знаком «ковёр», перфорирована: линейная зубцовка 14 (на каждые 2 сантиметра края марки приходится 14 зубцов). В марочных листах 65 (4×13) марок[2][9][10].
18. 1 2 3 4  Продолжение серии «Московский метрополитен» см. 7 ноября 1938 года, сентябрь 1947 года, а также в каталогах 1950, 1952 и 1965 года.
19. ↑  Серия «Строительство первой очереди Московского метрополитена»: прокладка тоннеля метро, оранжевая. Фототипия на бумаге с водяным знаком «ковёр», перфорирована: линейная зубцовка 14 (на каждые 2 сантиметра края марки приходится 14 зубцов). В марочных листах 100 (10×10) марок[2][9][14].
20. 1 2 3 4 5 6 7 8 9 10 11 12 13 14 15 16 17 18 19 20 21  Точная дата начала эмиссии не указана в АИ.
21. ↑  Серия «Строительство первой очереди Московского метрополитена»: станция метро в разрезе, синяя. Фототипия на бумаге с водяным знаком «ковёр», перфорирована: линейная зубцовка 14 (на каждые 2 сантиметра края марки приходится 14 зубцов). В марочных листах 100 (10×10) марок[2][9][14].
22. ↑  Серия «Строительство первой очереди Московского метрополитена»: поезд метро в тоннеле, карминовая. Фототипия на бумаге с водяным знаком «ковёр», перфорирована: линейная зубцовка 14 (на каждые 2 сантиметра края марки приходится 14 зубцов). В марочных листах 100 (10×10) марок[2][9][14].
23. ↑  Серия «Строительство первой очереди Московского метрополитена»: Станция метро «Библиотека имени Ленина», зелёная. Фототипия на бумаге с водяным знаком «ковёр», перфорирована: линейная зубцовка 14 (на каждые 2 сантиметра края марки приходится 14 зубцов). В марочных листах 75 (5×15) марок[2][9][14].
24. ↑  Спорт в СССР. Всемирная Спартакиада: бег, синяя, с оранжевой рамкой. Фототипия на плотной бумаге, без водяного знака, перфорирована: линейная зубцовка 14 (на каждые 2 сантиметра края марки приходится 14 зубцов). В марочных листах 80 (8×10) марок[2][15][16][17].
25. ↑  Спорт в СССР. Всемирная Спартакиада: прыжки в воду, синяя, с чёрной рамкой. Фототипия на плотной бумаге, без водяного знака, перфорирована: линейная зубцовка 14 (на каждые 2 сантиметра края марки приходится 14 зубцов). В марочных листах 80 (8×10) марок[2][15][16][17].
26. ↑  Спорт в СССР. Всемирная Спартакиада: гребля на байдарках, коричневая, с зелёной рамкой. Фототипия на плотной бумаге, без водяного знака, перфорирована: линейная зубцовка 14 (на каждые 2 сантиметра края марки приходится 14 зубцов). В марочных листах 80 (8×10) марок[2][15][16][17].
27. ↑  Спорт в СССР. Всемирная Спартакиада: футбол, синяя, с красной рамкой. Фототипия на плотной бумаге, без водяного знака, перфорирована: линейная зубцовка 14 (на каждые 2 сантиметра края марки приходится 14 зубцов). В марочных листах 80 (8×10) марок[2][15][16][17].
28. ↑  Спорт в СССР. Всемирная Спартакиада: лыжный спорт, коричневая, с фиолетовой рамкой. Фототипия на плотной бумаге, без водяного знака, перфорирована: линейная зубцовка 14 (на каждые 2 сантиметра края марки приходится 14 зубцов). В марочных листах 80 (8×10) марок[2][15][16][17].
29. ↑  Спорт в СССР. Всемирная Спартакиада: велосипедный спорт, лиловая, с красной рамкой. Фототипия на плотной бумаге, без водяного знака, перфорирована: линейная зубцовка 14 (на каждые 2 сантиметра края марки приходится 14 зубцов). В марочных листах 80 (8×10) марок[2][15][16][17].
30. ↑  Спорт в СССР. Всемирная Спартакиада: теннис, коричневая, с черной рамкой. Фототипия на плотной бумаге, без водяного знака, перфорирована: линейная зубцовка 14 (на каждые 2 сантиметра края марки приходится 14 зубцов). В марочных листах 80 (8×10) марок[2][15][16][17].
31. ↑  Спорт в СССР. Всемирная Спартакиада: конькобежный спорт, синяя, с коричневой рамкой. Фототипия на плотной бумаге, без водяного знака, перфорирована: линейная зубцовка 14 (на каждые 2 сантиметра края марки приходится 14 зубцов). В марочных листах 80 (8×10) марок[2][15][16][17].
32. ↑  Спорт в СССР. Всемирная Спартакиада: барьерный бег, коричневая, с синей рамкой. Фототипия на плотной бумаге, без водяного знака, перфорирована: линейная зубцовка 14 (на каждые 2 сантиметра края марки приходится 14 зубцов). В марочных листах 80 (8×10) марок[2][15][16][17].
33. ↑  Спорт в СССР. Всемирная Спартакиада: парад физкультурников, красная, с коричневой рамкой. Фототипия на плотной бумаге, без водяного знака, перфорирована: линейная зубцовка 14 (на каждые 2 сантиметра края марки приходится 14 зубцов). В марочных листах 80 (8×10) марок[2][15][16][17].
34. ↑  Серия «40-летие со дня смерти Фридриха Энгельса»: портрет Ф. Энгельса, карминовая. Фототипия на бумаге с водяным знаком «ковёр», перфорирована: линейная зубцовка 14 (на каждые 2 сантиметра края марки приходится 14 зубцов). В марочных листах 80 (10×8) марок[2][19][20].
35. ↑  Серия «40-летие со дня смерти Фридриха Энгельса»: портрет Ф. Энгельса, зелёная. Фототипия на бумаге с водяным знаком «ковёр», перфорирована: линейная зубцовка 14 (на каждые 2 сантиметра края марки приходится 14 зубцов). В марочных листах 80 (10×8) марок[2][19][20].
36. ↑  Серия «40-летие со дня смерти Фридриха Энгельса»: портрет Ф. Энгельса, синяя. Фототипия на бумаге с водяным знаком «ковёр», перфорирована: линейная зубцовка 14 (на каждые 2 сантиметра края марки приходится 14 зубцов). В марочных листах 80 (10×8) марок[2][19][20].
37. ↑  Серия «40-летие со дня смерти Фридриха Энгельса»: портрет Ф. Энгельса, коричнево-чёрная. Фототипия на бумаге с водяным знаком «ковёр», перфорирована: линейная зубцовка 14 (на каждые 2 сантиметра края марки приходится 14 зубцов). В марочных листах 80 (10×8) марок[2][19][20].
38. ↑  Авиапочта. Серия «Спасение челюскинцев»: лётчик С. А. Леваневский, тёмно-коричневая. Красная типографская надпечатка текста: «Перелет Москва — Сан-Франциско через Сев. полюс 1935» и дополнительного номинала «1 р.» на марке  (ЦФА [АО «Марка»] № 489). Фототипия на бумаге с водяным знаком «ковёр», перфорирована: линейная зубцовка 14 (на каждые 2 сантиметра края марки приходится 14 зубцов). В марочных листах 65 (13×5) марок[2][19][21].
39. ↑  Серия «III Международный конгресс по иранскому искусству и археологии, Ленинград»: чаша с изображением охоты сасанидского царя, оранжевая. Фототипия на бумаге с водяным знаком «ковёр», перфорирована: линейная зубцовка 14 (на каждые 2 сантиметра края марки приходится 14 зубцов). В марочных листах 72 (8×9) марок[2][19][22].
40. ↑  Серия «III Международный конгресс по иранскому искусству и археологии, Ленинград»: чаша с изображением охоты сасанидского царя, зелёная. Фототипия на бумаге с водяным знаком «ковёр», перфорирована: линейная зубцовка 14 (на каждые 2 сантиметра края марки приходится 14 зубцов). В марочных листах 72 (8×9) марок[2][19][22].
41. ↑  Серия «III Международный конгресс по иранскому искусству и археологии, Ленинград»: чаша с изображением охоты сасанидского царя, лиловая. Фототипия на бумаге с водяным знаком «ковёр», перфорирована: линейная зубцовка 14 (на каждые 2 сантиметра края марки приходится 14 зубцов). В марочных листах 72 (8×9) марок[2][19][22].
42. ↑  Серия «III Международный конгресс по иранскому искусству и археологии, Ленинград»: чаша с изображением охоты сасанидского царя, коричневая. Фототипия на бумаге с водяным знаком «ковёр», перфорирована: линейная зубцовка 14 (на каждые 2 сантиметра края марки приходится 14 зубцов). В марочных листах 72 (8×9) марок[2][19][22].
43. ↑  Серия «60-летие со дня рождения М. И. Калинина»: М. И. Калинин у токарного станка, лиловая. Фототипия на бумаге без водяного знака, перфорирована: линейная зубцовка 14 (на каждые 2 сантиметра края марки приходится 14 зубцов). В марочных листах 100 (10×10) марок[23][22].
44. ↑  Серия «60-летие со дня рождения М. И. Калинина»: М. И. Калинин на сенокосе, зелёная. Фототипия на бумаге без водяного знака, перфорирована: линейная зубцовка 14 (на каждые 2 сантиметра края марки приходится 14 зубцов). В марочных листах 100 (10×10) марок[23][22].
45. ↑  Серия «60-летие со дня рождения М. И. Калинина»: М. И. Калинин на трибуне, серо-синяя. Фототипия на бумаге без водяного знака, перфорирована: линейная зубцовка 14 (на каждые 2 сантиметра края марки приходится 14 зубцов). В марочных листах 100 (10×10) марок[23][22].
46. ↑  Серия «60-летие со дня рождения М. И. Калинина»: портрет М. И. Калинина, тёмно-коричневая. Фототипия на бумаге без водяного знака, перфорирована: линейная зубцовка 14 (на каждые 2 сантиметра края марки приходится 14 зубцов). В марочных листах 100 (10×10) марок[23][22].
47. ↑  Серия «25-летие со дня смерти писателя Л. Н. Толстого»: портрет Л. Н. Толстого, лиловая, чёрная. Фототипия на бумаге с водяным знаком «ковёр», перфорирована: линейная зубцовка 11 (на каждые 2 сантиметра края марки приходится 11 зубцов). В марочных листах 110 (11×10) марок[2][23][24].
48. 1 2  Суммарный тираж всех разновидностей марок  (ЦФА [АО «Марка»] № 523)  (Mi #536C) и  (ЦФА [АО «Марка»] № 523А)  (Mi #536A)[2][23][24].
49. ↑  Серия «25-летие со дня смерти писателя Л. Н. Толстого»: портрет Л. Н. Толстого, чёрно-коричневая, чёрно-синяя, серая. Фототипия на бумаге с водяным знаком «ковёр», перфорирована: линейная зубцовка 11 (на каждые 2 сантиметра края марки приходится 11 зубцов). В марочных листах 110 (11×10) марок[2][23][24].
50. 1 2  Суммарный тираж всех разновидностей марок  (ЦФА [АО «Марка»] № 524)  (Mi #537C) и  (ЦФА [АО «Марка»] № 524А)  (Mi #537A)[2][23][24].
51. ↑  Серия «25-летие со дня смерти писателя Л. Н. Толстого»: памятник Л. Н. Толстому, коричневая, серо-коричневая, зелёная. Фототипия на бумаге с водяным знаком «ковёр», перфорирована: линейная зубцовка 11 (на каждые 2 сантиметра края марки приходится 11 зубцов). В марочных листах 110 (11×10) марок[2][23][24].
52. 1 2  Суммарный тираж всех разновидностей марок  (ЦФА [АО «Марка»] № 525)  (Mi #538C) и  (ЦФА [АО «Марка»] № 525А)  (Mi #538A)[2][23][24].
53. ↑  Серия «25-летие со дня смерти писателя Л. Н. Толстого»: портрет Л. Н. Толстого, лиловая, чёрная. Фототипия на бумаге с водяным знаком «ковёр», перфорирована: линейная зубцовка 14 (на каждые 2 сантиметра края марки приходится 14 зубцов). В марочных листах 110 (11×10) марок[2][23][24].
54. ↑  Серия «25-летие со дня смерти писателя Л. Н. Толстого»: портрет Л. Н. Толстого, чёрно-коричневая, чёрно-синяя, серая. Фототипия на бумаге с водяным знаком «ковёр», перфорирована: линейная зубцовка 14 (на каждые 2 сантиметра края марки приходится 14 зубцов). В марочных листах 110 (11×10) марок[2][23][24].
55. ↑  Серия «25-летие со дня смерти писателя Л. Н. Толстого»: памятник Л. Н. Толстому, коричневая, серо-коричневая, зелёная. Фототипия на бумаге с водяным знаком «ковёр», перфорирована: линейная зубцовка 14 (на каждые 2 сантиметра края марки приходится 14 зубцов). В марочных листах 110 (11×10) марок[2][23][24].
56. ↑  Серия «Памяти деятелей Коммунистической партии»: М. В. Фрунзе, фиолетовая. Фототипия на бумаге с водяным знаком «ковёр», перфорирована: линейная зубцовка 11 (на каждые 2 сантиметра края марки приходится 11 зубцов). В марочных листах 100 (10×10) марок[2][23][25].
57. 1 2 3  Суммарный тираж всех разновидностей марок  (ЦФА [АО «Марка»] № 526)  (Mi #539A),  (ЦФА [АО «Марка»] № 526А)  (Mi #539C) и  (ЦФА [АО «Марка»] № 526Б)  (Mi #539B)[2][23][25].
58. ↑  Серия «Памяти деятелей Коммунистической партии»: Н. Э. Бауман, лиловая. Фототипия на бумаге с водяным знаком «ковёр», перфорирована: линейная зубцовка 11 (на каждые 2 сантиметра края марки приходится 11 зубцов). В марочных листах 100 (10×10) марок[2][23][25].
59. 1 2 3  Суммарный тираж всех разновидностей марок  (ЦФА [АО «Марка»] № 527)  (Mi #540A),  (ЦФА [АО «Марка»] № 527А)  (Mi #540C) и  (ЦФА [АО «Марка»] № 527Б)  (Mi #540B)[2][23][25].
60. ↑  Серия «Памяти деятелей Коммунистической партии»: С. М. Киров, серо-коричневая. Фототипия на бумаге с водяным знаком «ковёр», перфорирована: линейная зубцовка 11 (на каждые 2 сантиметра края марки приходится 11 зубцов). В марочных листах 100 (10×10) марок[2][23][25].
61. 1 2 3  Суммарный тираж всех разновидностей марок  (ЦФА [АО «Марка»] № 528)  (Mi #541A),  (ЦФА [АО «Марка»] № 528А)  (Mi #541C) и  (ЦФА [АО «Марка»] № 528Б)  (Mi #541B)[2][23][25].
62. ↑  Серия «Памяти деятелей Коммунистической партии»: М. В. Фрунзе, фиолетовая. Фототипия на бумаге с водяным знаком «ковёр», перфорирована: линейная зубцовка 14 (на каждые 2 сантиметра края марки приходится 14 зубцов). В марочных листах 100 (10×10) марок[2][23][25].
63. ↑  Серия «Памяти деятелей Коммунистической партии»: Н. Э. Бауман, лиловая. Фототипия на бумаге с водяным знаком «ковёр», перфорирована: линейная зубцовка 14 (на каждые 2 сантиметра края марки приходится 14 зубцов). В марочных листах 100 (10×10) марок[2][23][25].
64. ↑  Серия «Памяти деятелей Коммунистической партии»: С. М. Киров, серо-коричневая. Фототипия на бумаге с водяным знаком «ковёр», перфорирована: линейная зубцовка 14 (на каждые 2 сантиметра края марки приходится 14 зубцов). В марочных листах 100 (10×10) марок[2][23][25].
65. ↑  Серия «Памяти деятелей Коммунистической партии»: М. В. Фрунзе, фиолетовая. Фототипия на бумаге с водяным знаком «ковёр», без зубцов. В марочных листах 100 (10×10) марок[2][23][25].
66. ↑  Серия «Памяти деятелей Коммунистической партии»: Н. Э. Бауман, лиловая. Фототипия на бумаге с водяным знаком «ковёр», без зубцов. В марочных листах 100 (10×10) марок[2][23][25].
67. ↑  Серия «Памяти деятелей Коммунистической партии»: С. М. Киров, серо-коричневая. Фототипия на бумаге с водяным знаком «ковёр», без зубцов. В марочных листах 100 (10×10) марок[2][23][25].